# Knielaufschema

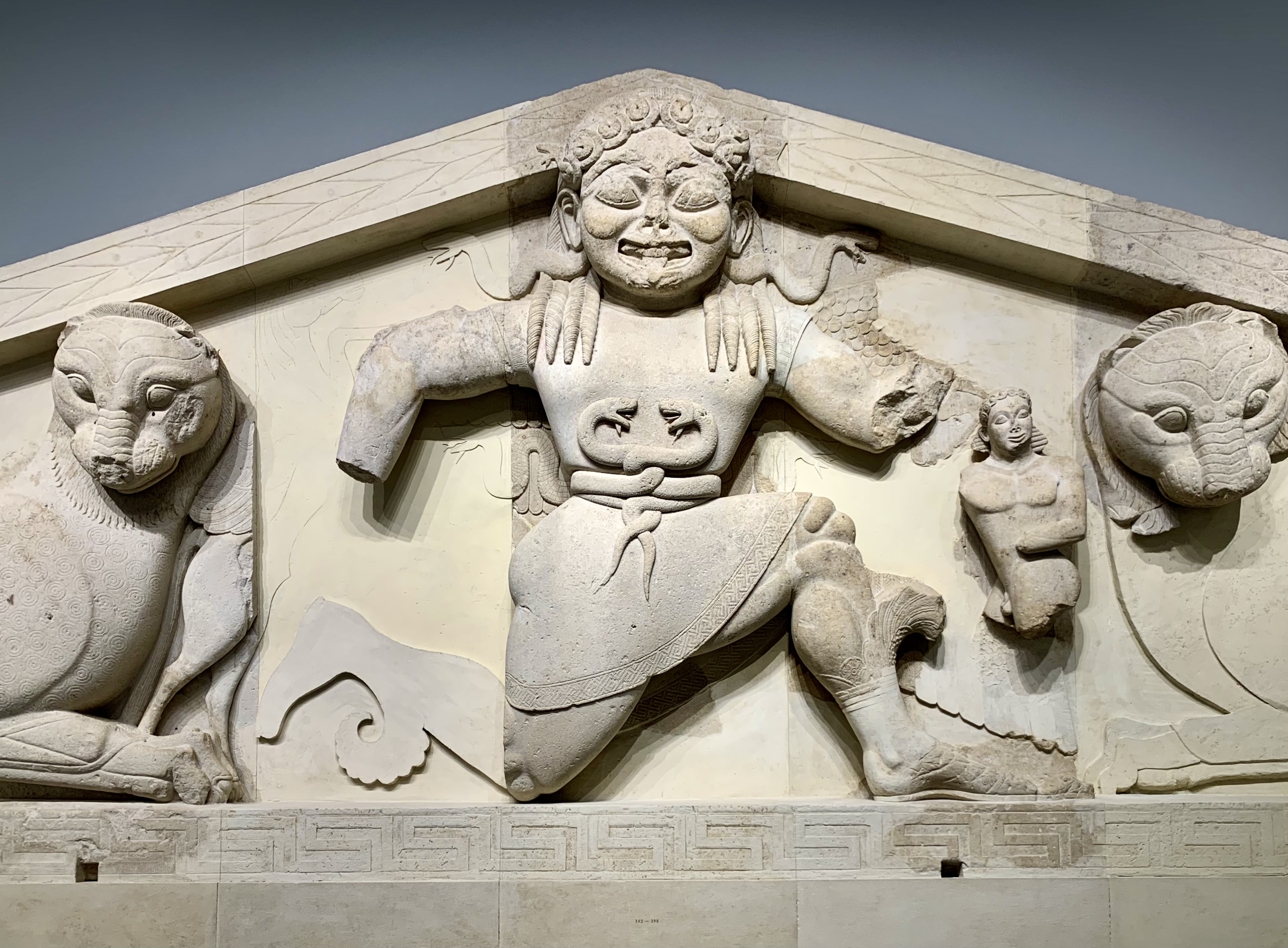
Medusa im Knielauf, Artemis-Tempel, Korfu, archaisch, um 580 v. Chr.

Das Knielaufschema, auch Knielauf genannt, ist ein in der griechischen Archaik und der etruskischen Kunst übliches Schema für die Darstellung des Fliegens, Schwebens und der schnellen Bewegung. Die Figur wird rennend dargestellt. Dabei ist ein Knie so weit gebeugt ist, dass es fast den Boden berührt.
Der Knielauf ist häufig bei Darstellungen von Nike oder den Gorgonen zu finden. Auf Persischen Dareiken-Münzen ist der Großkönig im Knielaufschema zu sehen. Auch in der modernen Kunst wird der Knielauf verwendet.

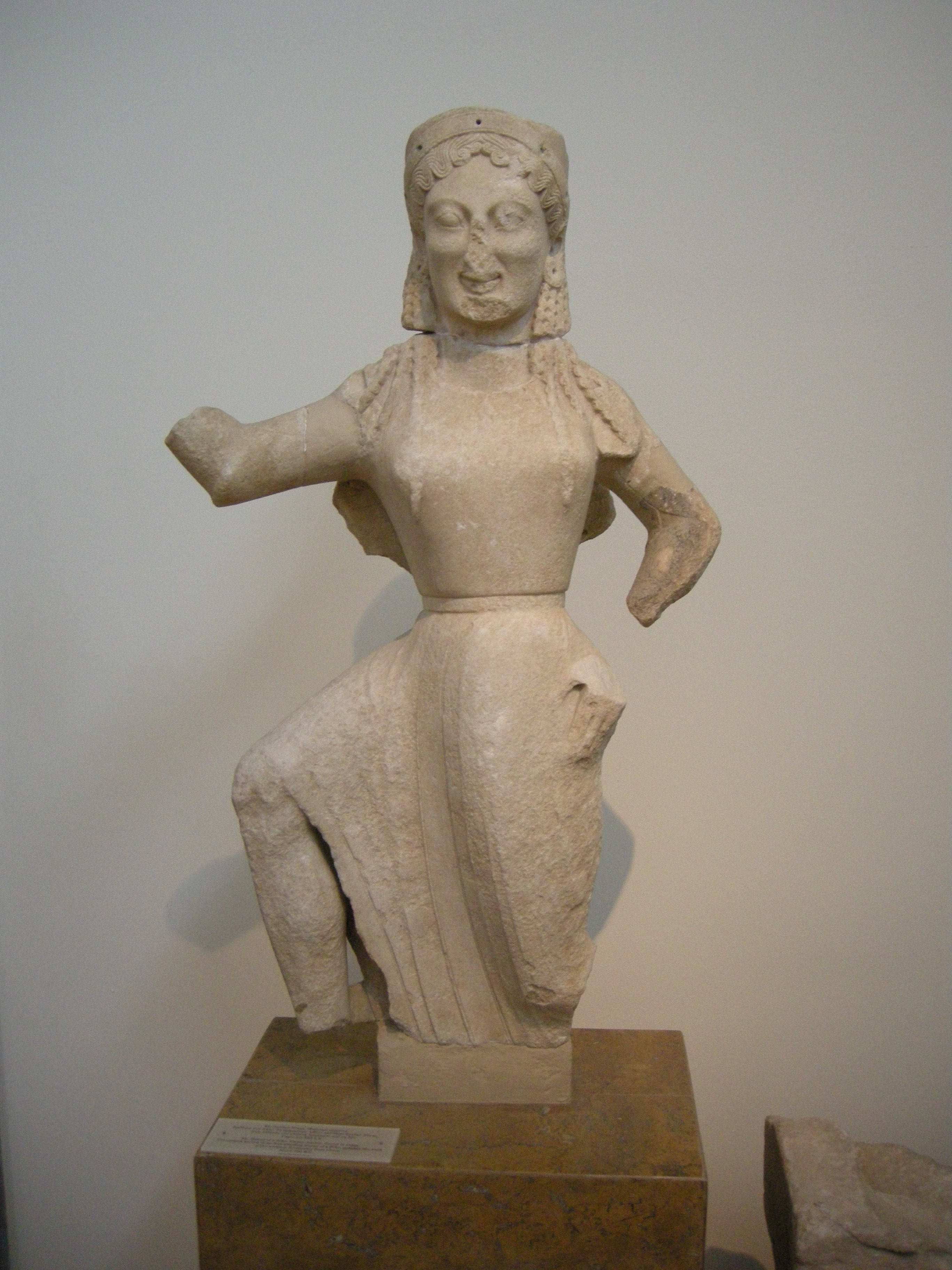
Nike von Delos im Knielauf, Flügel abgebrochen, archaisch, um 550 v. Chr.
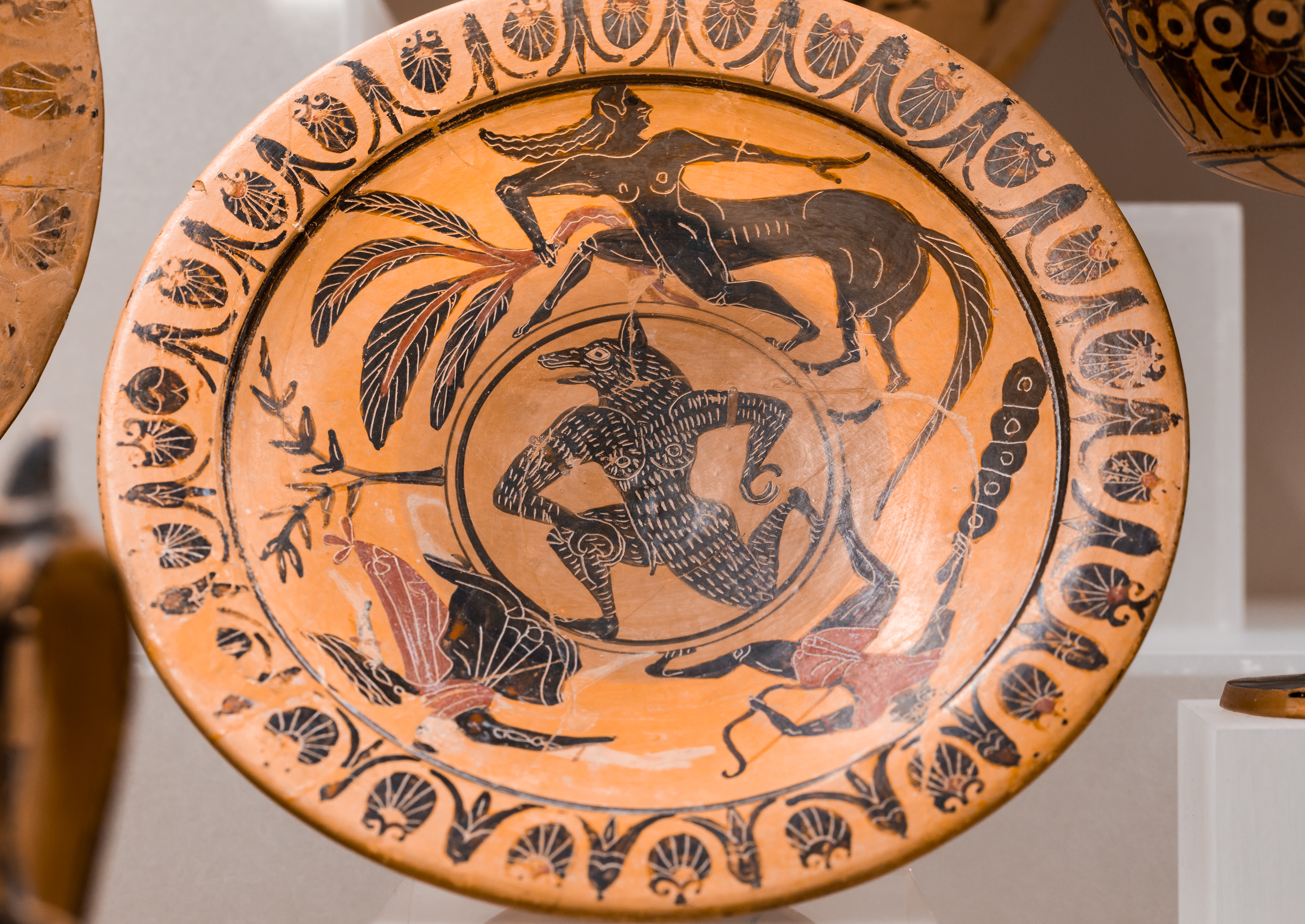
Hundeköpfige Figur im Knielauf, Tityos-Maler, etruskisch, um 520 v. Chr.
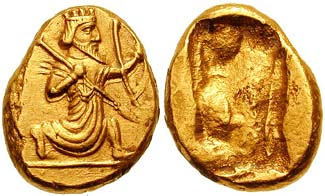
Dareikos-Goldmünze, persisch, Mitte des 4. Jhd. v. Chr.
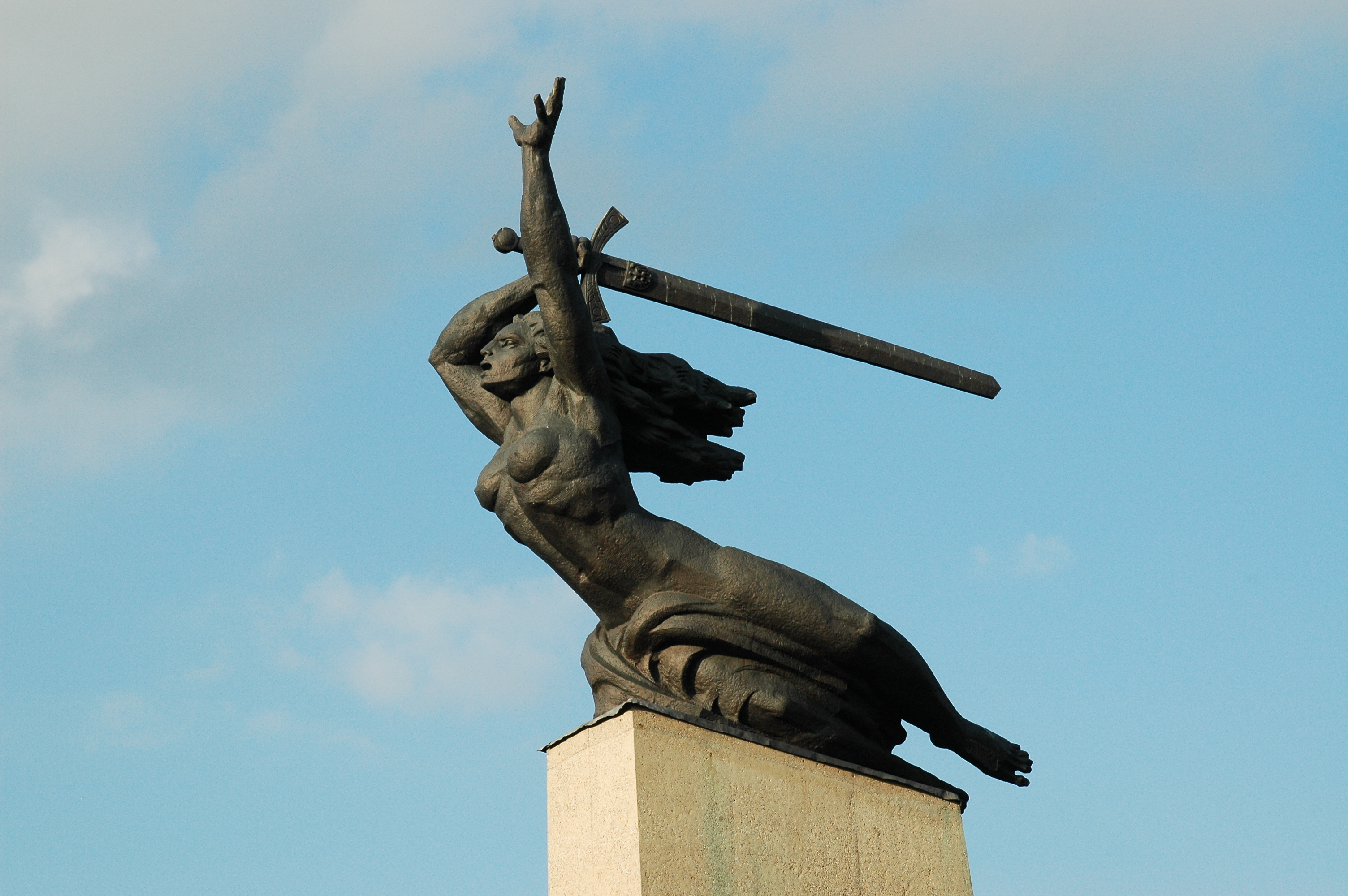
Warschauer Nike im Knielauf, modern, 1964